# Vámana

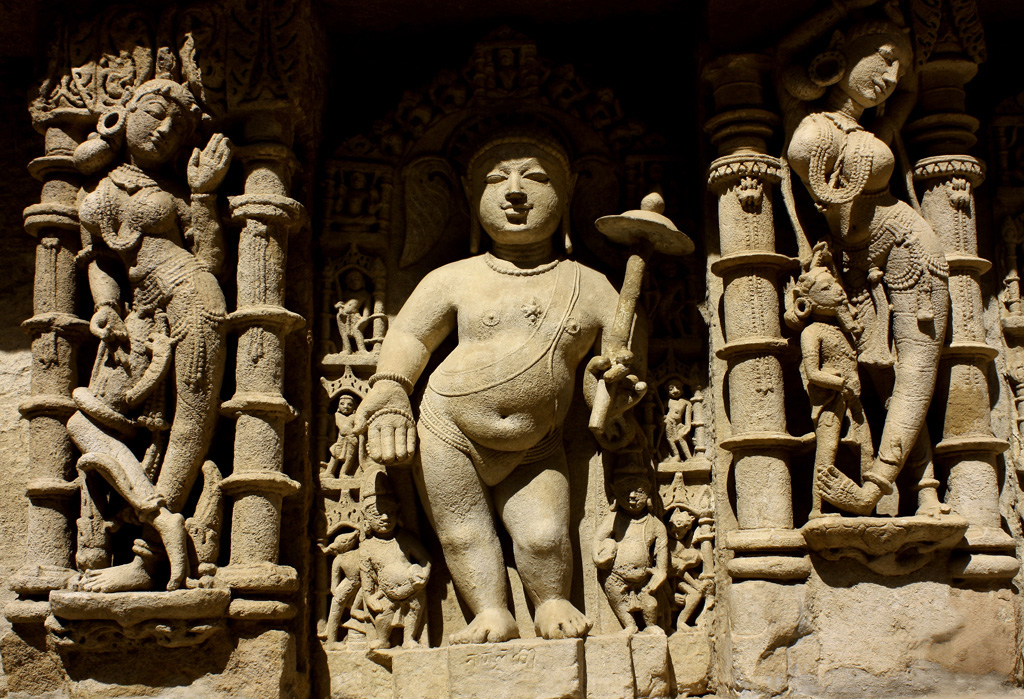
El avatar enano Vamaná en el templo Rani Ki Vav, en la ciudad de Patán (Guyarat).

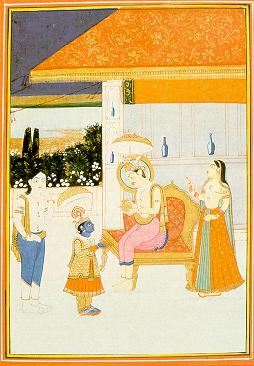
El avatar enano Vamaná ante el rey Balí.

En el marco del hinduismo, Vāmaná (‘enano’) es una encarnación (o avatar) del dios Visnú.
De acuerdo con el Garudá-purana (primeros siglos de la era común) es el quinto avatar de Visnú, y según el Bhagavata-purana (siglo XI d. C.) es el decimoquinto.

## Nombre
- vāmaná en la escritura AITS (alfabeto internacional de transliteración sánscrita).
- वामन en la escritura devanagari
- Etimología: ‘enano’.

## Otros nombres
- Trívikrama (tri: ‘tres’, vikramá: ‘paso’), los tres famosos pasos, con los que Vamaná atravesó el universo.
- Upendra (‘bajo Indra’, hermano menor del dios Indra).
- Vamanádeva (devá: ‘dios’).

## Leyenda
Cuando el demonio Balí había, a fuerza de ascetismo, dominado la Tierra y amenazaba el poder de los dioses, Visnú se encarnó como un bráhmana enano.
Vāmaná fue ante el rey Balí, y pidió que se le concediera tanta tierra como pudiera abarcar en tres pasos.
Cuando Balí le hizo la ofrenda (justamente balí significa ‘ofrenda’ en sánscrito), Vamaná adoptó una forma gigantesca. Con el primer paso abarcó el cielo, con el segundo la Tierra, y no teniendo más sitio donde apoyar su tercer paso, Balí inclinó la cabeza como apoyo, y fue hundido en el Patala o inframundo.
A esta advocación se la llama Trivikrama, y entronca directamente con un mito védico según el cual Visnú organizó el universo en tres pasos.

## Ayuno en honor de Vamaná
La escritura sagrada llamada Brahma-vaivarta-purana narra las glorias del vamaná-ekadasi o parivartini-ekadasi:
Majarás Iudistira le preguntó a Krisna: «¿Cuál es el nombre del ayuno (ekadasi) que ocurre durante la parte clara del mes de bhadrapada [agosto-septiembre]? ¿Cuál es la deidad adorable para este ekadasi y qué mérito se obtiene por observar este ayuno? Ten la amabilidad de revelarme todo esto».
Krisna contestó: «Este ayuno-ekadasi, Iudistira, se llama vamaná-ekadasi, y dispensa un gran mérito y la liberación definitiva del cautiverio material. Por consiguiente, dado que remueve todas las reacciones pecaminosas individuales, es también llamado jayanti ekadasi. Tan solo oír sus glorias lo libera a uno de todos sus malos actos pasados. Tan auspicioso es este ayuno que observarlo dispensa el mismo mérito que se obtiene por realizar un sacrificio de caballo. No hay un ayuno-ekadasi mejor que este, porque concede la liberación tan fácilmente. De tal modo, si uno desea verdaderamente la liberación del mundo material, debe ayunar en vamaná-ekadasi.

Mientras se observa este ayuno sagrado, un vaisnava o devoto, debe adorar amorosamente al Señor supremo en su forma de Vamaná, la encarnación enano, cuyos ojos son como pétalos de loto. Por así hacerlo, el adora asimismo a otras deidades, incluyendo a Brahmá, Visnú y Sivá y en la hora de la muerte va indudablemente a la morada del dios Jari. En los tres mundos no hay un ayuno más importante para observar. La razón de que este ayuno-ekadasi sea tan auspicioso, es que se celebra el día cuando el Señor durmiente gira sobre su otro costado; en tal sentido, es también conocido con el nombre del ayuno parivartini-ekadasi».
Majarash Iudistira luego preguntó al Señor: «Oh Janardana, por favor aclara una pregunta que tengo. ¿Cómo es que Dios duerme y luego gira sobre su costado? Cuando estás dormido, ¿qué le sucede a todas las otras entidades vivientes? Por favor dime también cómo puedo complacer a los brahmanes. ¿Cómo se observa la austeridad llamada chaturmasya [‘cuatro meses’]? Ten la amabilidad de ser misericordioso conmigo y responde estas preguntas.
Krisna contestó: «Oh, rey Iudistira, león entre los reyes, te narraré con agrado un evento histórico que simplemente por escucharlo, erradicará todas las reacciones pecaminosas individuales.

En Treta-yuga vivía una vez un rey llamado Balí. Aunque nacido en una dinastía demoníaca, estaba muy consagrado a mí. Él me cantaba muchos himnos védicos y realizaba el ritual de fuego joma solo para satisfacerme. Respetaba a los brahmanes [sacerdotes] nacidos por segunda vez y los empleaba en realizar sacrificios a diario. Esta gran alma tuvo una pelea con el dios Indra, no obstante, lo venció en la batalla. Balí se apoderó de todo su reino celestial, el cual yo mismo concedí a Indra.

Por consiguiente, Indra y todos los demás dioses, junto con muchos grandes sabios, se aproximaron a mí y se quejaron del rey Balí Majarash. Inclinando sus cabezas a tierra y ofreciendo muchas plegarias sagradas de los Vedas, ellos me adoraron junto con su maestro espiritual Brijaspati. Así pues, yo accedí a aparecer en bien de ellos, como el enano Vamaná Deva, mi quinta encarnación».
El rey Iudistira preguntó: «Señor, ¿cómo te fue posible conquistar a un demonio tan poderoso en un cuerpo de enano? Por favor, explica esto claramente, pues soy tu fiel devoto».
Krisna replicó: «Aunque era enano, yo era un monje-brahmana y me acerqué a Balí Majarash para solicitarle dádivas en la forma de tierra. Dije, “Oh Balí, por favor dame tan solo tres pasos de tierra en caridad. Tan pequeña porción de terreno será tan buena para mí como los tres mundos completos”. Balí accedió a conceder mi pedido sin mayor consideración, pero en cuanto se inclinó para darme la tierra, mi cuerpo comenzó a expandirse en una forma trascendental gigantesca. Así abarqué toda la Tierra con mis pies, todo Bhuvarloka con mis miembros, los cielos Suargá con mi cintura, Majarloka con mi estómago, Yanaloka con mi pecho, Tapoloka con mi cuello y Satialoka con mi cabeza y cara. Cubrí toda la creación material. Ciertamente, todos los planetas del universo, incluyendo el Sol y la Luna, fueron cubiertos por mi forma gigantesca.

Viendo este asombroso pasatiempo mío, todos los dioses, incluyendo a Indra y Sesa, el rey de las serpientes, comenzaron a cantar himnos védicos y a ofrecerme plegarias. Luego tomé a Balí de la mano y le dije, “Oh puro, he abarcado toda la Tierra con un paso y a todos los planetas celestiales con el segundo paso. Ahora bien, ¿dónde colocaré mi pie para medir el tercer paso de tierra que me prometiste?”. Al oír esto, Balí Majarash se inclinó y me ofreció su cabeza. Oh Iudistira, yo coloqué mi pie sobre su cabeza y lo envié de camino hacia la región llamada Patalaloka. Al verlo de ese modo tan humilde, me sentí complacido y le dije a Balí que de allí en adelante yo residiría permanentemente en su palacio. Posteriormente, en parivartini-ekadasi ―que ocurre durante la parte clara del mes de Bhadra―, Balí, el hijo de Virochana, instaló una forma deidad de mí en su residencia.

Oh rey, hasta el ayuno jaribodhini ekadasi, que ocurre durante la parte clara del mes de Kartika, yo continúo durmiendo en el océano de leche. El mérito que uno acumula durante este período es particularmente poderoso. Por lo tanto, se debe observar cuidadosamente este ayuno parivartini-ekadasi. Ciertamente, es especialmente purificante y en tal sentido limpia de todas las reacciones pecaminosas. En este día, el devoto fiel debe adorar al señor Trivikrama, Vamanádeva, quien es el padre supremo, porque en ese día yo me doy vuelta para dormir sobre mi otro costado.

De ser posible, en este día uno debe dar a alguna persona calificada algo de yogur mezclado con arroz, así como algo de plata y seguidamente debe permanecer despierto toda la noche. Esta simple observancia lo liberará del condicionamiento material. Quien observe este sagrado parivartini-ekadasi de la manera que he descrito, seguramente obtendrá toda clase de felicidad en este mundo y el reino de Dios más adelante. Aquel que simplemente oiga esta narración con devoción, irá a la morada de los dioses y brillará allí como la propia Luna, tan poderosa es la observación de este ayuno-ekadasi. Ciertamente, equivale en poder a la celebración de mil sacrificios de caballo».